# Leprieurina winteriana
Leprieurina winteriana är en svampart som beskrevs av G. Arnaud 1918. Leprieurina winteriana ingår i släktet Leprieurina, divisionen sporsäcksvampar och riket svampar.   Inga underarter finns listade i Catalogue of Life.